# 9 Dedos
9 Dedos (em francês:  9 doigts) é um filme luso-francês do género drama, realizado e escrito por F.J. Ossang. A sua estreia mundial ocorreu a 8 de agosto de 2017 no Festival Internacional de Cinema de Locarno, onde venceu o Prémio Leopardo de melhor realização. Estreia-se em França a 21 de março de 2018.

## Elenco
- Damien Bonnard como Kurtz
- Diogo Dória como capitão
- Elvire como Gerda
- Pascal Greggory como Ferrante
- Paul Hamy como Magloire
- Lisa Hartmann como Drella
- Susana Afonso Lopes como dupla de Drella
- Alexis Manenti como Springer
- Lionel Tua como Warner Oland
- Gaspard Ulliel como médico

## Reconhecimentos
| Ano  | Prémios                                     | Categorias                           | Destinatários e nomeados | Resultado | Referências |
| ---- | ------------------------------------------- | ------------------------------------ | ------------------------ | --------- | ----------- |
| 2017 | Festival Internacional de Cinema de Locarno | Prémio Leopardo de melhor realização | F.J. Ossang              | Venceu    | [ 4 ] [ 5 ] |
| 2017 | Festival Internacional de Cinema de Locarno | Leopardo de Ouro de melhor filme     | 9 Dedos                  | Indicado  | [ 4 ] [ 5 ] |